# Imagen fantasma

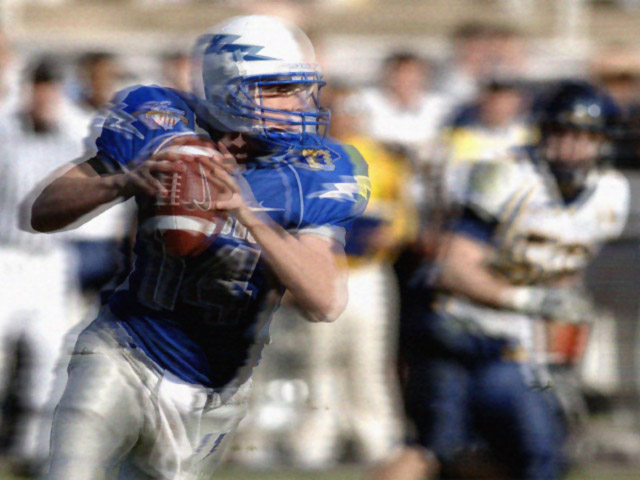
Un ejemplo de imagen fantasma en TV analógica.

En televisión, la imagen fantasma o ghosting es una imagen como la que se muestra a continuación:

Este efecto (es como una doble imagen) es debido a la existencia de un eco en la propagación de la señal analógica de televisión.

## ¿Qué son los ecos?
En radiocomunicaciones, la situación típica es la siguiente:
En la imagen anterior se ve cómo la señal recorre diferentes caminos hasta llegar al receptor, la longitud de los cuales no tiene por qué ser la misma y, debido a que la señal no se propaga instantáneamente, el rayo que recorre un trayecto mayor llegará más tarde al receptor y, si la señal es de televisión analógica, este retraso se hará visible con una o varias imágenes fantasma.
En el caso de haber 2 transmisores que emitan el mismo programa en el mismo canal también tendremos imagen fantasma si nuestra antena capta la señal de los dos transmisores y uno está más lejos que el otro (para que pueda haber una diferencia de caminos y por lo tanto un retraso en la señal).

## Televisión Digital Terrestre e imagen fantasma
En Televisión Digital Terrestre (TDT) no existe este problema debido a que no se transmite directamente la señal, sino que se usa la modulación COFDM, con la cual la señal digital sufre un procesado muy intenso, lo que hace que un eco en el canal radioeléctrico no se perciba en la imagen de la misma forma que se percibe en señales analógicas.
Un eco en señales digitales se traduce en interferencias intersimbólicas e intrasimbólicas, lo que provoca errores en la recepción y, por lo tanto, la imposibilidad de decodificar la señal correctamente (no se ve la imagen ni se oye el sonido).
Como el efecto de los ecos tiene una repercusión tan maligna en señales digitales, el estándar DVB-T define la creación de un intervalo de guarda entre los bits que se transmiten, tal y como se muestra en la siguiente imagen, donde la delta señala el intervalo de guarda en la trama.

En la figura anterior se muestra una misma trama recibida dos veces, una ligeramente retardada respecto a la otra, con lo cual, el receptor debe poder reconocer los bits al sumar las dos señales. Se observa cómo después de haberlas sumado, como el retardo era inferior al intervalo de guarda, puede reconocer perfectamente los bits y, por lo tanto, decodificar la señal sin ningún problema.
La presencia de un intervalo de guarda lo suficientemente largo para que sea siempre mayor que un posible retardo es debido al uso de la modulación COFDM, la que en lugar de enviar un bitrate muy elevado con una portadora, envía muchas portadoras con un bitrate bajo. Esto hace que los símbolos duren más tiempo y que se pueda insertar un intervalo de guarda grande, ya que la longitud de este será comparable a la longitud del bit.

## Ventaja de los Ecos en la TDT
Al contrario que en televisión analógica, en la Televisión Digital Terrestre (TDT) los ecos nos favorecen gracias al intervalo de guarda, ya que en lugar de interferirse entre sí, en la TDT se suman potenciando la señal en el receptor. Por ejemplo, si en algún lugar reciben señal muy débil de 2 transmisores, usando un receptor de TDT podremos recibir 'lo mejor de cada transmisor', recuperando la señal perfectamente sin errores. Pero esto sólo es posible si cumple la siguiente condición: los 2 transmisores no pueden estar demasiado separados(el intervalo de guarda no puede ser inferior al retraso entre las señales de procedentes de los dos transmisores). La distancia máxima entre transmisores para que no exista interferencia es la siguiente:
Las distancias pueden aumentar introduciendo un retraso en algún transmisor, pero esto depende de la persona que haya planificado la red en cuestión. De la misma manera, también se puede variar el intervalo de guarda, como bien se indica en la figura y se explica en la entrada de Televisión Digital Terrestre

## Imagen fantasma en pantallas de plasma
Las pantallas de plasma tienen el problema de que si un píxel está un largo periodo de tiempo encendido con la misma intensidad, al apagar la pantalla se queda la imagen marcada ligeramente (según el modelo de la pantalla, con un par de días seguidos ya se hace considerable el efecto). Esto hace que después de estar viendo una imagen estática en la pantalla, cuando usemos posteriormente la pantalla la imagen estática anterior perdurará en la pantalla como una imagen fantasma.
Para minimizar este problema, muchos fabricantes de televisores desarrollan un software que lo que hace es que la imagen vaya rotando muy lentamente por la pantalla, moviéndola de forma imperceptible para el usuario y evitando que la imagen sea completamente estática, minimizando así este efecto.

## Imágenes fantasma en lentes de cámaras
Cuando capturamos una imagen con una cámara en la dirección de una luz muy intensa, a causa de los reflejos aparece una imagen fantasma. Por ejemplo, si el sol aparece en la esquina superior derecha, en la esquina inferior izquierda aparece un reflejo en forma de imagen fantasma debido a las lentes, el cual es muy difícil de evitar.